# 271型レーダー
271型レーダー（英語: Type 271 radar）は、イギリスで開発されたレーダー。

## 来歴
イギリス海軍は、1930年代後半に開発された79型によりレーダーの運用を開始した。これは1940年には279型に発展し、また同年には大型艦用の早期警戒レーダー（対空捜索用）として281型、翌1941年には小型艦用の286型の運用も開始された。これらはいずれも、同時期の他のレーダーと同様にメートル波（VHF）を使用しており、遠達性に優れる一方で分解能に問題があった。
しかし1940年2月にバーミンガム大学のジョン・ランドールとハリー・ブートが空洞マグネトロンを発明したことで、より高周波で分解能が高いセンチメートル波の利用が可能になった。この新技術を使ったイギリス初の艦載レーダーが本機である。

## 設計
上記の経緯より、送信機には波長10センチメートル（3ギガヘルツ、Sバンド）のマグネトロンを採用している。出力は、開発当初は5キロワットであったが、本機が装備化された時点で7キロワット、後に90キロワットに増強された。アンテナは、いわゆるチーズ形のリフレクタアンテナを採用しており、送信用アンテナと受信用アンテナを二段重ねに設置する方式とされた。またこれらの機器は、プラスチック製のランタン形レドーム内に収容されて艦上に搭載された。指示器としては、Aスコープが用いられていた。
271Q型では、マグネトロンの出力を70キロワットに増強するとともに導波管が導入され、アンテナ部と本体を離隔して設置できるようになった。また同型では、指示器として、Aスコープに加えてPPIスコープが導入された。コルベットに搭載された場合、戦艦に対して13 nmi (24 km)、巡洋艦に対して12 nmi (22 km)、駆逐艦に対して9 nmi (17 km)、高速魚雷艇に対して5 nmi (9.3 km)の探知距離を発揮できた。
その後、ケーブルを導入してアンテナ部と本体を更に離隔できるようにした272型、大型艦用の273型も開発された。271型は、主として277型によって更新された。